# Monolofosaure
El monolofosaure (Monolophosaurus, "llangardaix amb una única cresta") és un gènere de dinosaure carnosaure que va viure al període Juràssic, fa uns 170 milions d'anys, en el que avui en dia és la Xina. Podia arribar als 5 metres de longitud i 1,8 metres d'alçada.